# Akademische Burschenschaft der Glanzenburger
Die Akademische Burschenschaft der Glanzenburger ist eine farbentragende, nichtschlagende Studentenverbindung in Zürich. Sie ist die einzige Burschenschaft des Schweizerischen Studentenvereins (Schw. StV) und wurde 1959 von Eugen Theodor Rimli als Katholische Burschenschaft der Glanzenburger gegründet.

## Geschichte

### Namensherkunft
Der Name der Burschenschaft geht auf eine mittelalterliche Burganlage der Freiherren von Regensberg zurück. Lütold V. soll 1240 das Städtchen Glanzenberg am gegenüberliegenden Limmatufer des heutigen Dietikon gegründet und die vorbestehende Burg Fahr («Glanzenburg») ausgebaut haben.
Glanzenberg und -burg wurden 1267/68 während der Regensberger Fehde von Graf Rudolf IV. von Habsburg im Auftrag der Stadt Zürich zerstört. 1301 verkaufte Lütold VIII. das Gebiet Glanzenbergs dem Kloster Fahr, das bis heute Grundeigentümerin ist. Die Burgruine ist heute ein kulturhistorisches Denkmal des Kantons Zürich.

### Die Gründungszeit
Die Gründung der Burschenschaft ist eng verbunden mit der Person Eugen Theodor Rimlis. Nach einem Fuxensemester bei der AKV Alemannia zu Freiburg im Üechtland trat er während seines Studiums in Bonn in den 1930er Jahren der KDB Sigfridia bei. Zur Zeit deren Zwangssuspendierung 1936 durch das NS-Regime war er Ringführer im Ring Katholischer Deutscher Burschenschaften. Im selben Jahr wurde Rimli als Auslandkorrespondent wegen «unsachlicher, gehässiger Artikel in Schweizer Zeitungen» aus Deutschland ausgewiesen. Seine journalistische Tätigkeit setzte er anschliessend in der Schweiz fort.
Nach 1945 engagierte er sich für die Wiedergründung katholischer Burschenschaften, allen voran der KDB Sigfridia. Altherren aus den katholischen Burschenschaften Deutschlands und Österreichs sammelten sich während dieser Zeit in der Bodenseeregion im Philisterzirkel Alpenland, dem auch Rimli angehörte.
Auf Initiative Rimlis und unterstützt vom Philisterzirkel Alpenland wurde im Wintersemester 1955/56 in Zürich der Kontakt mit Studenten gesucht, um eine katholische Burschenschaft zu gründen. Im Sommer 1957 lernte Rimli den Verbindungsstudenten Adolf Alois Steiner kennen, der diese Idee ebenfalls unterstützte. Im Winter 1958/59 wurden mit Jacques Barman, Sándor Leitner und Hans Peter Held drei Studenten für die Gründung der Burschenschaft gefunden. Die Gründung der Katholischen Burschenschaft der Glanzenburger zu Zürich erfolgte am 17. Juni 1959 in der Gaststätte Winzerhaus in Weiningen ZH mit der Signierung ihrer Grundsätze durch die fünf Gründer.

### Gründerjahre: 1959 bis 1973
Der Publikationskommers der Burschenschaft offenbarte das schwierige Verhältnis zu den zürcherischen Sektionen des Schweizerischen Studentenvereins (Schw. StV) und zum zürcherischen Corporationen Verband (CV), welche die Veranstaltung boykottierten. Der Schw. StV kritisierte die Aufnahme von Mitgliedern ungeachtet ihrer Nationalität oder politischen Einstellung durch die KB Glanzenburger. Die Burschenschaft stand aufgrund ihrer Traditionen und zahlreichen Auslandkontakte unter dem Eindruck, germanophil zu sein. Die Glanzenburger sahen aufgrund ihrer im allumfassenden Sinne katholischen und burschenschaftlichen Prinzipien den Schw. StV wiederum als zu konservativ, zu wenig studentisch korporativ und zu wenig international studentisch-solidarisch an. Die Öffnung des Schw. StVs gegenüber Ausländern am Zentralfest Sitten von 1962 führte zu keiner Entspannung der Beziehungen. Der zürcherische Senioren Convent der deutschsprachigen StV-Verbindungen beschloss 1964 den Boykott des 5. Stiftungsfests der KB Glanzenburger. Am 12. Juli 1964 lehnte der zürcherische CV einen allfälligen Beitritt der KB Glanzenburger ab. Ebenfalls im Sommersemester 1964 wurde ein Freundschaftsverhältnis zur KBStV Rhaetia München eingegangen.

### Fokus auf Deutschland und Österreich
Die KB Glanzenburger suchte aufgrund der schwierigen Verhältnisse in Zürich den Kontakt zum Ring Katholischer Deutscher Burschenschaften (RKDB). An der Ringtagung des RKDB in München vom 5. bis 7. März 1965 wurde der Ring Katholischer Burschenschaften (RKB) als Dachverband gegründet, dem die Landesverbände katholischer Burschenschaften Deutschlands, Österreichs und der Schweiz angehören. Durch eine Regelung in den Statuten des RKB konnte die KB Glanzenburger als einzige katholische Burschenschaft der Schweiz mit einem Landesverband gleichgesetzt werden.
Die KB Glanzenburger engagierte sich stark für das Gelingen des RKB, doch bereits an dessen Ringtagung im Jahre 1966 zeichneten sich Schwierigkeiten für den Dachverband ab. Die Burschenschaften des neu gegründeten österreichischen Landesverbandes fanden kaum Mitglieder und mehrere Burschenschaften mussten inaktiviert werden.
Die KB Glanzenburger nahm an der ausserordentlichen vereinigten Ringtagung des RKDB und RKB im Jahr 1967 in Freiburg im Breisgau eine umfassende Reform der RKB-Statuten in Angriff. Die Landesverbände sollten zugunsten eines handlungsfähigen RKB abgeschafft werden. Der Dachverband sollte entnationalisiert und den einzelnen Burschenschaften die Wahl der Bezeichnung als deutsch, akademisch, schweizerisch etc. freigestellt werden. In der vorgelagerten Ringtagung des RKDB verhinderte eine nationalistische Sperrminorität gegen die Abschaffung des Deutsch im Verbandsnamen die nötige Vierfünftel-Mehrheit für die Annahme der Reform während anderthalb Tagen. Am zweiten Tag schritt deshalb die Vorortsburschenschaft KDB Sigfridia ein und unterbrach die Ringtagung des RKDB zugunsten der Eröffnung der Ringtagung des RKB. Darin hatte jeder Landesverband nur zwei Stimmen und die Reform wurde angenommen.
Da der RKB keine Befehlsgewalt über seine Landesverbände hatte, sondern lediglich ein Bindeglied freier und eigenständiger Burschenschaften zur Förderung des freundschaftlichen Zusammenhaltes darstellte, konnte die Reform nicht durchgesetzt werden. Der Versuch des Glanzenburgers Adolf Alois Steiner, die Verbandszeitschrift «Ring» in Anlehnung an die «Civitas» des Schw. StVs umzugestalten und dem RKB dadurch zum Durchbruch zu verhelfen, scheiterte. Mit dem darauffolgenden Rücktritt Steiners als Ring-Schriftleiter im Jahr 1968 setzte der allmähliche Ausstieg der KB Glanzenburger aus dem RKB ein.
Auch nach dem Austritt aus dem RKB blieb eine freundschaftliche Verbindung besonders mit der KDB Sigfridia zu Bonn im RKDB, was sich durch regelmässige, gegenseitige Teilnahme an verschiedenen Veranstaltungen in Bonn und Zürich ausdrückt.

### Neuausrichtung und Verankerung in Zürich: seit 1973
Im Anschluss an den Ausbruch der Studentenunruhen von 1968, wurde der zürcherische CV 1969 aufgelöst. In dieser Zeit bestand aber auf Seiten der farbentragenden Studenten der Bedarf nach einem handlungsfähigen Verband, der ihre Interessen als Gegengewicht zu linken Studentengruppierungen zu wahren vermochte. Die Initiative zur Gründung eines neuen Verbandes ergriff die KB Glanzenburger im Wintersemester 1971/72. In der Folge gründeten, die Helvetia, die AKV Kyburger und die KB Glanzenburger die Vereinigung Couleurtragender Corporationen (VCC). Bereits nach dem Sommer 1973 ging aber nicht mehr viel Aktivität vom VCC aus, weshalb im November 1974 die farbentragenden Studentenverbindungen Akademisch Landwirtschaftliche Verbindung (ALV), SHV Rhodia, AV Welfen und Carolingia die Initiative zur Neugründung eines handlungsfähigen Verbandes ergriffen. Die KB Glanzenburger unterstützte von Anfang an die neue Initiative. Am 3. Februar 1976 fand die Gründerversammlung des Corporationen Convent Zürich (CCZ) statt, welchem die KB Glanzenburger am 19. Juni 1976 beitrat.

### Bundesbrüderlicher Handschlag mit dem Schweizerischen Studentenverein
Persönliche Kontakte zwischen Mitgliedern des Schw. StV und der KB Glanzenburger trugen im Verlauf der 1960er Jahre dazu bei, dass sich ihr anfangs schwieriges Verhältnis entspannte. Der Austritt aus dem RKB und der Tod von Gründerbursche Rimli im Jahre 1973 führten zur Neuausrichtung der KB Glanzenburger auf den Schw. StV hin. Der neue Altherrenpräsident Fritz Bättig trat am 8. August 1974 mit dem damaligen Präsidenten des StV-Altherrenbundes Hans Bernet in Kontakt und nahm anschliessend auf offizielle Einladung hin am Zentralfest Baden von 1974 teil. 1975 wurde die Aufnahme von Beitrittsverhandlungen zum Schw. StV beschlossen. Bezüglich Mitgliedschaft wurde mit dem SchwStV vereinbart, dass alle aktiven Burschen automatisch Mitglieder des Schw. StV werden, Altherren diese Entscheidung aber freigestellt würde.
Hinsichtlich der Farben der KB Glanzenburger, die vom Schema des Schw. StV roter Mützen zu rot-weiss-grünen Bändern abwichen, wurde vom Schw. StV eine Farbenvariante gestattet, die unter grösstmöglicher Beibehaltung der ursprünglichen Farben der KB Glanzenburger die Zugehörigkeit zum Verband signalisieren sollte. Die Lösung bestand darin, das blaue Hinterkopf-Couleur der KB Glanzenburger durch ein weinrotes Couleur zu ersetzen und zusätzlich hinter den Bändern der Burschenschaft die Bänder des Schw. StV zu tragen. Am ausserordentlichen Cumulativ Convent vom 15. Mai 1976 wurde der Beitritt zum Schw. StV beschlossen und am 16. Juli 1976 am Zentralfest Altstätten erfolgte die Aufnahme.

### Umbenennung in AB Glanzenburger: 2012
Die Frage nach dem Sinn des Katholischen im Namen der Burschenschaft wurde häufig aufgeworfen. Zahlreiche Diskussionen ergaben, dass man katholisch im altgriechischen Sinn als allumfassend sowie als Bekenntnis zur christlich abendländischen Tradition verstand.
Im Februar 2012 erfolgte die Umbenennung in Akademische Burschenschaft der Glanzenburger zu Zürich. Begründet wurde der Schritt damit, dass «Katholisch» ein falsches Bild von der Burschenschaft vermittle, da die interne Interpretation als allumfassend für Aussenstehende nicht offensichtlich sei und die Konfession noch bei keinem Kandidaten ein Argument gegen seine Aufnahme dargestellt habe.

## Besonderheiten

### Landesvaterstechen

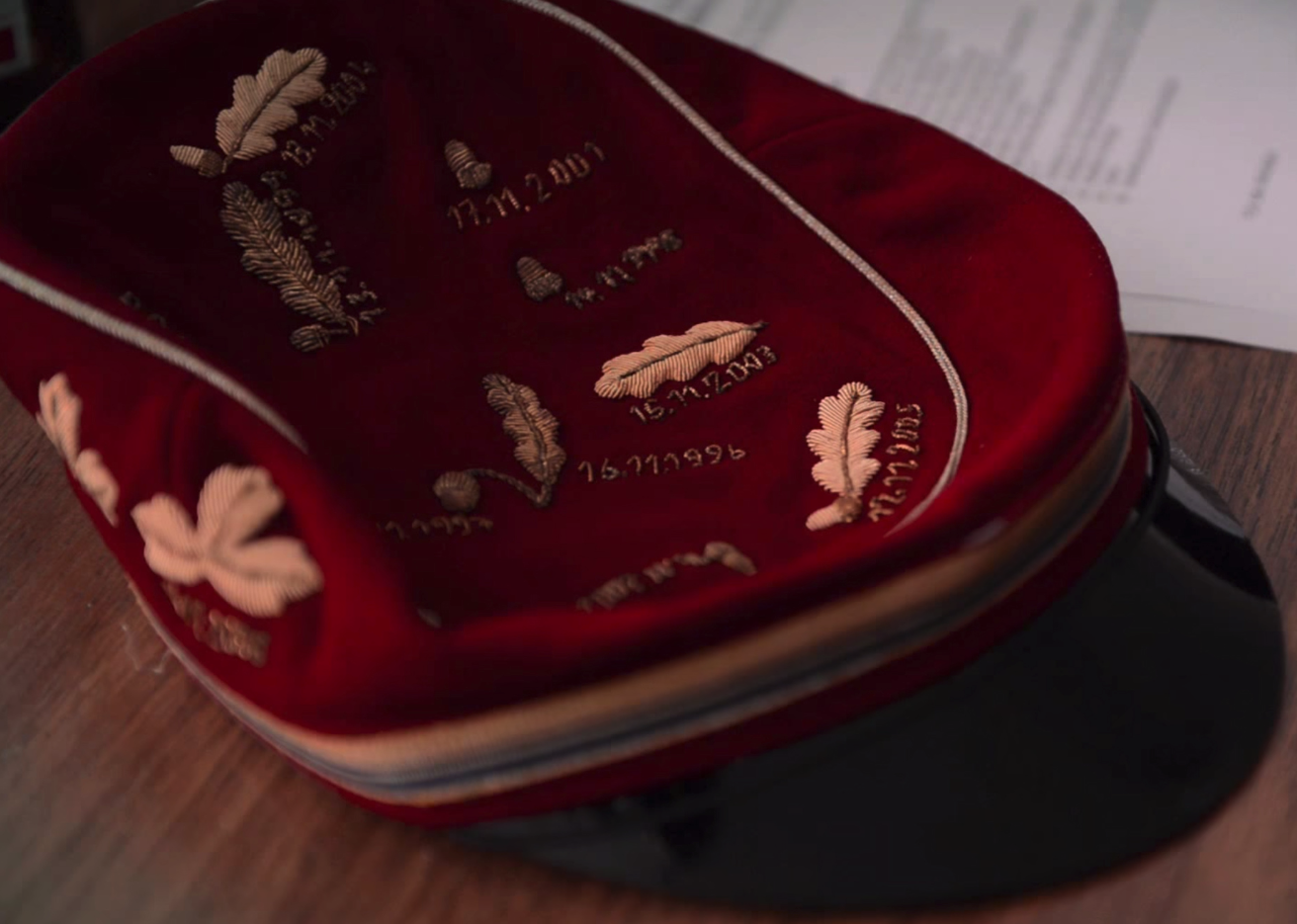
Mütze der AB Glanzenburger mit zahlreichen Landesvaterstickereien

Das Landesvaterstechen ist eine Tradition, die bis in die zweite Hälfte des 17. Jahrhunderts zurückreicht und der Huldigung von Landesfürst und Vaterland durch farbentragende studentische Landsmannschaften sowie Offiziere diente. Dabei werden die Mützen aller Teilnehmer während des Liedes «Alles schweige» auf spitze Degen gestochen, «geweiht» und anschliessend den sich gegenüberstehenden Stechenden wieder auf den Kopf gesetzt.
Die KB Glanzenburger kam mit dieser Tradition an ihrem ersten Stiftungsfest 1960 über katholische Burschenschafter aus Österreich in Kontakt. Als Bezeugung bundesbrüderlicher Treue fand sie Gefallen am Landesvaterstechen, musste das Ritual aber von einer Treuebezeugung gegenüber dem deutschen Vaterland in eine Treuebezeugung zur Schweiz uminterpretieren. So werden die in der schweizerischen Bundesverfassung verankerten Rechte und Freiheiten als Errungenschaft der modernen Eidgenossenschaft gefeiert.

### Burschenschaftliches Prinzip
Unter dem Burschenschaftlichen Prinzip verstehen die Glanzenburger den Bezug zu den Idealen der Urburschenschaft auf der einen, eine besondere Interpretation des Lebensbund-Prinzips auf der anderen Seite. Die Glanzenburger identifizieren sich mit den Forderungen der Urburschenschaft nach Freiheit, Gleichheit, Demokratie und Republik.
Die Idee von einer Burschenschaft als allumfassende Bewegung wurde auf das Lebensbund-Prinzip, beziehungsweise die interne Organisation der AB Glanzenburger uminterpretiert. Das Allumfassende besteht darin, dass Aktivitas und Altherrenschaft im selben Verein und nicht in separaten Vereinen untergebracht sind. Diese Vereinsstruktur ist in der schweizerischen Verbindungslandschaft sehr selten und gilt im Schweizerischen Studentenverein (Schw. StV) als Alleinstellungsmerkmal der AB Glanzenburger. Praktische Konsequenz davon ist, dass Altherren dieselben Stimm- und Wahlrechte haben, wie aktive Burschen und von den Statuten gemeinsam mit den aktiven Burschen als «Burschen» betrachtet werden.

### Erster dunkelhäutiger Student im RKB

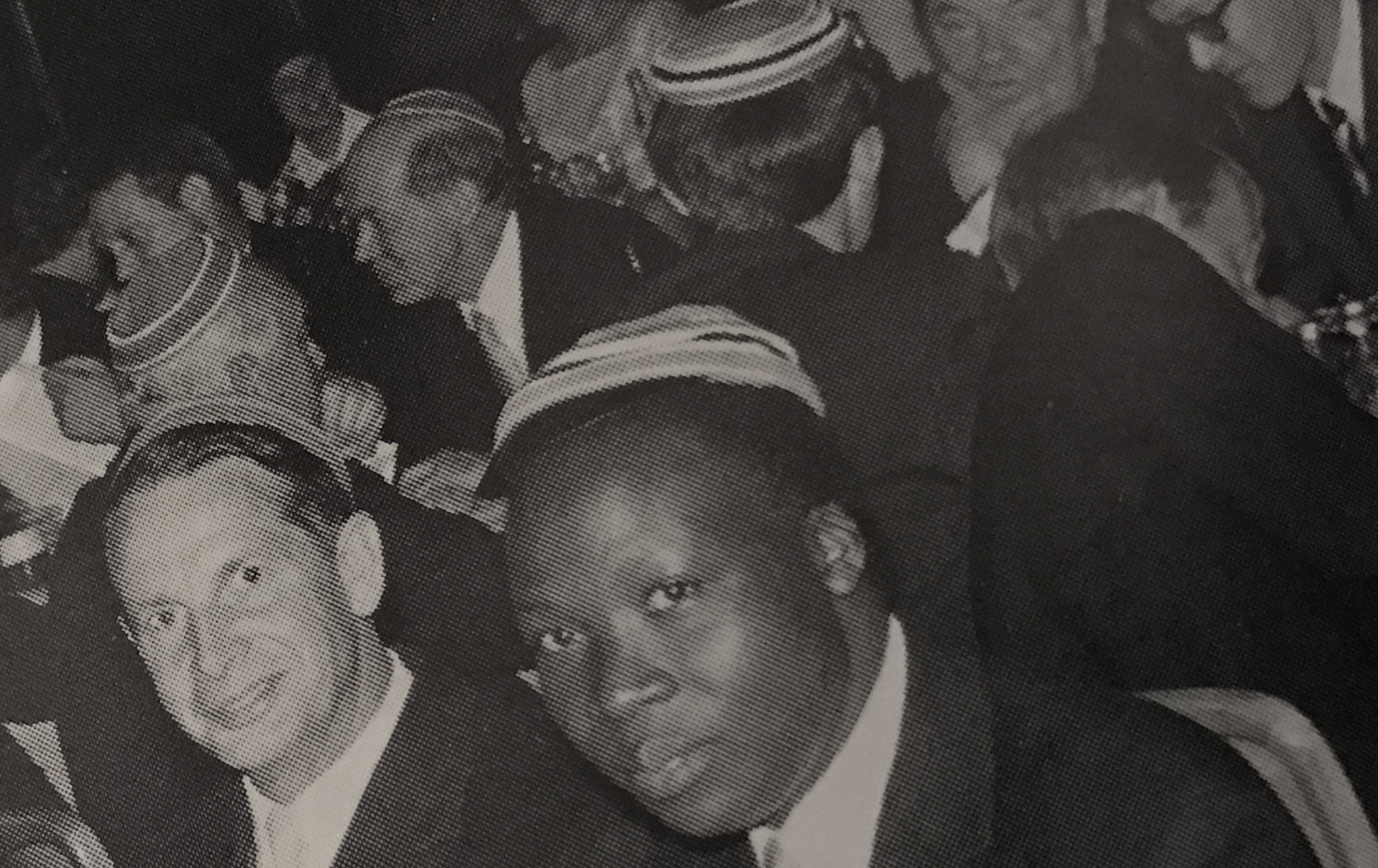
Aloysius Mubiru

Im Wintersemester 1963/64 wurde Aloysius Mubiru aus Uganda, welcher an der Universität Zürich Veterinärmedizin studierte, in die Aktivitas der KB Glanzenburger aufgenommen.
Mubiru war damit einer der ersten Dunkelhäutigen in einer Schweizer Studentenverbindung und der erste dunkelhäutige Student im Ring Katholischer Burschenschaften. Seine Mitgliedschaft bei den Glanzenburgern war gewissen Mitgliedern des Schw. StV zu dieser Zeit ein Dorn im Auge. Dass eine neue katholische Studentenverbindung es wagte, in ihre Reihen auch Ausländer, ja sogar dunkelhäutige Studenten, aufzunehmen, verstärkte die schon bestehende Rivalität zwischen der KB Glanzenburger und dem Schw. StV.
Für die Glanzenburger blieb Aloysius Mubiru, nachdem er sein Studium abgeschlossen und in seine Heimat zurückgekehrt war, für Jahrzehnte unauffindbar. Unter dem Eindruck des Terrorregimes von Idi Amin war eine Kontaktaufnahme für lange Zeit nicht möglich, und die Glanzenburger befürchteten, dass Mubiru nicht mehr am Leben sei. Als letzte Hoffnung beschloss die Verbindung, per Inserat in Ugandas grösster Zeitung nach Mubiru zu suchen, und hatte damit Erfolg. Nach mehreren Telefonaten und einem regen Briefwechsel besuchten am 21. März 2017 zehn Glanzenburger ihren Altherren Mubiru und seine Familie in Kampala.

### Unkonventionelle Öffentlichkeitsarbeit
In den 2010er Jahren war die AB Glanzenburger vermehrt und teilweise auch sehr kontrovers in den Schweizer Medien vertreten. Unter anderem wurde die Aktion «Ein Prosit für jeden Fan», bei der es darum ging jedem Facebook Fan zuzuprosten, in der Tageszeitung 20 Minuten besprochen.
Die Wettbewerbsteilnahme von drei Glanzenburgern in Flausjacken an der Schweizer Ausscheidung zum Eurovision Song Contest 2014 unter dem Bandnamen «Arxplendida» resultierte in einem großen Medienecho und wurde auch international wahrgenommen. Die vielfältige Berichterstattung führte zu einem der besten Internetvoting Ergebnisse und zum Erreichen der Schweizer Zwischenrunde.
Wohl am kontroversesten diskutiert wurde die Spendensammelaktion im Jahr 2016 unter dem Titel «Saufen für den Frieden», bei der für das Schweizerische Rote Kreuz 10'000 CHF gesammelt wurden. Die Mitglieder der AB Glanzenburger verpflichteten sich pro eingegangenen 10 Schweizerfranken einen Deziliter Bier an einem Abend zu trinken. Die Meinungen zur Aktion gingen hier sehr weit auseinander. Während die einen es als gelungene, spassige und innovative Sammelaktion ansahen, kritisierten es andere als Verherrlichung des Alkoholmissbrauchs und Nonsens.

### Engagement in den Dachverbänden
Im Corporationen Convent Zürich (CCZ) stellen die Glanzenburger seit den 1980er Jahren ununterbrochen eine Charge im fünfköpfigen Verbandsvorstand, darunter dreimal den Präsidenten. Im Schw. StV engagieren sich die Glanzenburger insbesondere seit der Jahrtausendwende stark und stellen innert sechs Jahren fünf Vertreter für den Vorstand des Gesamtvereins. Im Vereinsjahr 2022/2023 stellten die Glanzenburger mit Erich Meyer erstmals den Präsidenten des Gesamtvereins.

## Bekannte Mitglieder
- Eugen Theodor Rimli, Schweizer Journalist und Verleger
- Franz Josef II. Fürst von und zu Liechtenstein[19]
- Petrus Borne, Abt der Benediktinerabtei St. Mauritius in Tholey
- Bruno Beeler, Vizepräsident der CVP des Kantons Schwyz
- Hans Büchler, Kurator am Toggenburger Regionalmuseum in Lichtensteig